# Euphaedra janthina
Euphaedra janthina är en fjärilsart som beskrevs av Schultze 1920. Euphaedra janthina ingår i släktet Euphaedra och familjen praktfjärilar. Inga underarter finns listade i Catalogue of Life.